# Arte del Antiguo Egipto

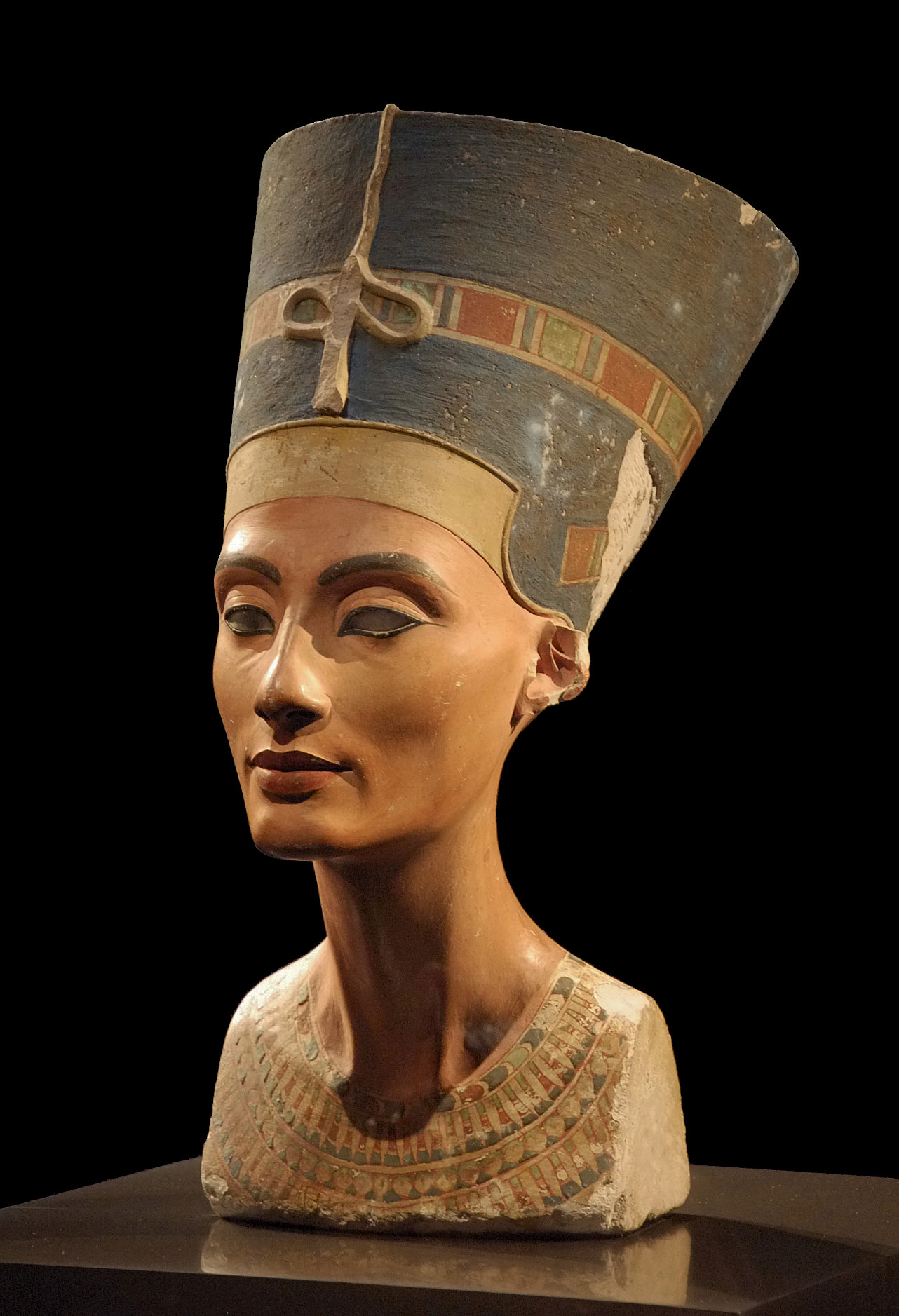
Busto de Nefertiti del escultor Tutmose, del año: 1345 a. C., Museo Egipcio de Berlín.

El arte del Antiguo Egipto es una de las características singulares de la civilización del Antiguo Egipto, con obras monumentales que generalmente tenían carácter simbólico, funerario o religioso.
Aunque el concepto de arte es moderno, es perfectamente utilizable en la arquitectura, escultura, pintura y joyería egipcias, siendo muchas de sus realizaciones auténticas obras de arte y no de artesanía.
Gracias al clima seco de Egipto y a quedar cubiertas por las arenas del desierto (o enterradas por sus propietarios, para gozar de ellas en la "otra vida") nos han llegado en aceptable estado de conservación multitud de auténticas obras de arte, a pesar de la utilización de los monumentos como canteras, las guerras o los innumerables saqueos de tumbas y templos.
Asombra la perfección, delicadeza y monumentalidad del arte egipcio, con un estilo único y característico que surgió durante las primeras dinastías y permanece "casi" inalterado en cuatro milenios de la nueva cultura.

## Primeras manifestaciones

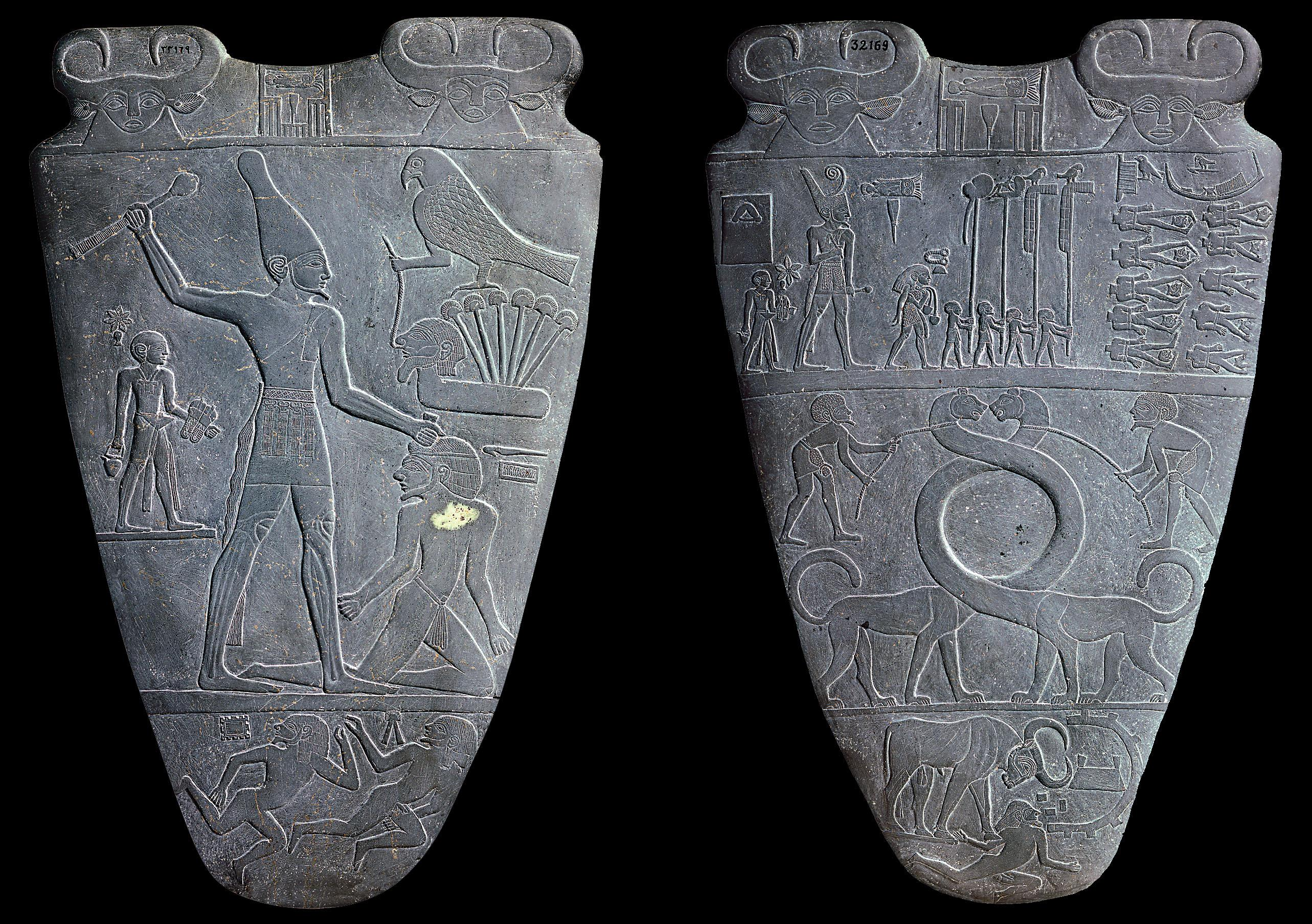
Paleta de Narmer, Museo Egipcio de El Cairo.

Las expresiones artísticas egipcias más antiguas se clasifican en las siguientes etapas: 
- Periodo Neolítico (5300-4000 a. C.),
- Periodo Badariense (4400-4000 a. C.),
- Nagada I - Amratiense (4000-3500 a. C.),
- Nagada II - Gerzeense (3500-3200 a. C.)
- Nagada III (3200-3000 a. C.)

En estos periodos predomina la pintura decorativa (en cerámicas) o simbólica (en tumbas) y pequeños objetos de carácter utilitario y mágico. Destacan las vasijas de piedra,  las "mazas" y "paletas" votivas, como la de Narmer.

## Arquitectura

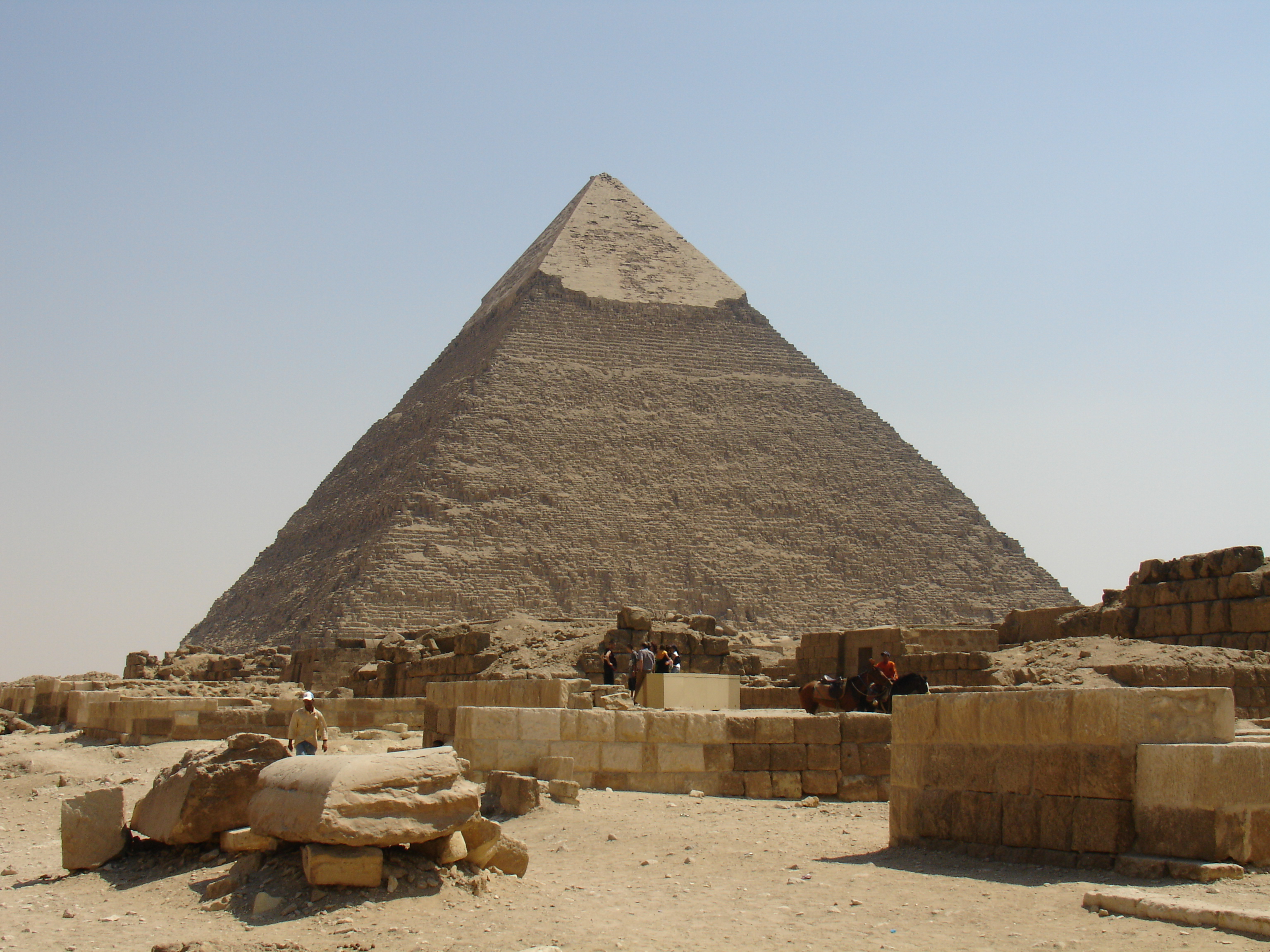
Pirámide de Efrén.

La arquitectura del Antiguo Egipto que se ha conservado tiene fundamentalmente un carácter funerario. En la arquitectura civil (viviendas, palacios, fortalezas y murallas) se empleó profusamente el adobe como material de construcción, razón por la que se han conservado escasos restos de estos edificios. Los templos y las construcciones funerarias, sin embargo, se edificaban con sillares de piedra, transportados por el río Nilo. 
La arquitectura religiosa egipcia surge en una sociedad con un poder político fuertemente centralizado y jerarquizado, con una concepción religiosa de inmortalidad, al principio solo del faraón, que debía reflejar su magnificencia y durabilidad. En consecuencia, se caracteriza por su monumentalidad, especialmente a partir del Imperio Antiguo (2686-2181 a. C.), con el empleo de grandes bloques de piedra, sistema constructivo con dintel y sólidas columnas. Esta arquitectura se consigue gracias a los conocimientos técnicos y al desarrollo de la matemática egipcia, la existencia de artistas y artesanos muy experimentados, bien organizados y la abundancia de piedra caliza y arenisca, fácil de tallar.
Las construcciones más originales de la arquitectura egipcia monumental son los "complejos de las pirámides", los templos y las tumbas (mastabas e hipogeos)
Los templos más característicos se construyeron en el segundo milenio a. C., durante el Imperio medio (c. 2040-1795 a. C.) y el Imperio nuevo (c. 1570-1070 a. C.). No eran ya, como en el Imperio antiguo (c. 2700-2200 a. C.), templos funerarios, sino edificios destinados al culto de la divinidad. Su complejidad y dimensiones, con una monumentalidad hasta entonces reservada a las tumbas reales, reflejan de hecho la posición alcanzada por la casta sacerdotal en la sociedad egipcia. El templo era un lugar reservado a los escogidos (los sacerdotes y el faraón), y al pueblo solo les estaba permitido asistir a las posiciones convocadas fuera del recinto. 

### Enterramientos

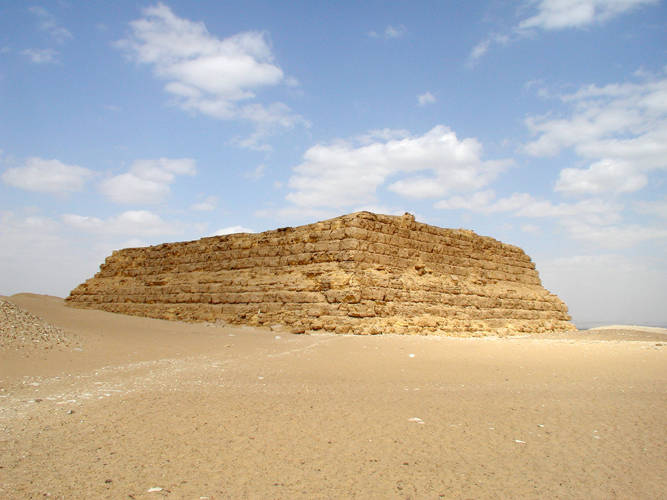
Mastaba de Shepseskaf.

Lo más destacado de la arquitectura egipcia son sus enterramientos. Tres fueron los tipos de enterramiento de los faraones egipcios: la mastaba, la pirámide y el hipogeo. Todos ellos muestran la misma estructura básica: una o varias cámaras de oración, pasadizos de comunicación, cámaras falsas y, por último, la estancia funeraria en la que se guardaba el cuerpo momificado. No obstante, también existen diferencias entre los tres tipos de enterramiento.
El primer sistema de enterramiento empleado fue la mastaba, una tumba sencilla, de forma troncopiramidal, que comenzó a utilizarse a principios del Imperio Antiguo, hacia el año 3000 a. C. La mastaba tiene un nivel subterráneo y un nivel superior. En el nivel subterráneo se encuentra la cámara sepulcral, a la que se accedía a través de largos pozos verticales que se cegaban después de depositar la momia. En el nivel superior estaba la capilla, que imitaba la casa del difunto, donde los familiares podían pasar para depositar ofrendas.

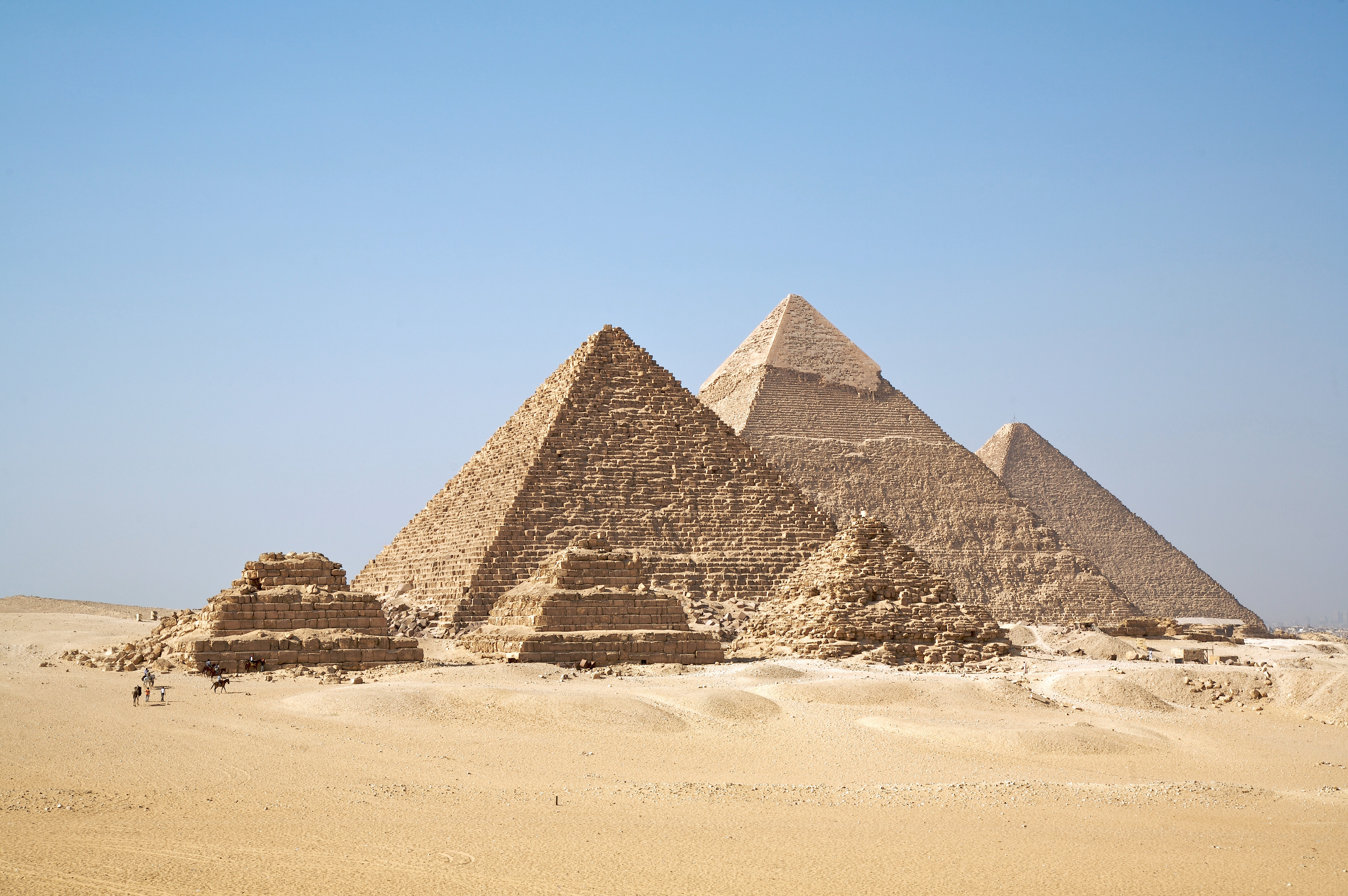
Necrópolis de Guiza, a unos veinte kilómetros de El Cairo.

Tras una serie de intentos intermedios, como las pirámides escalonadas (que son una superposición de varios cuerpos de mastaba), se comenzaron a construir las pirámides. Estas adoptaron diversas formas: algunas tenían base triangular, aunque terminó imponiéndose la base cuadrada. Así son las pirámides de la necrópolis de Guiza, construidas para los faraones Keops, Kefrén y Micerino.

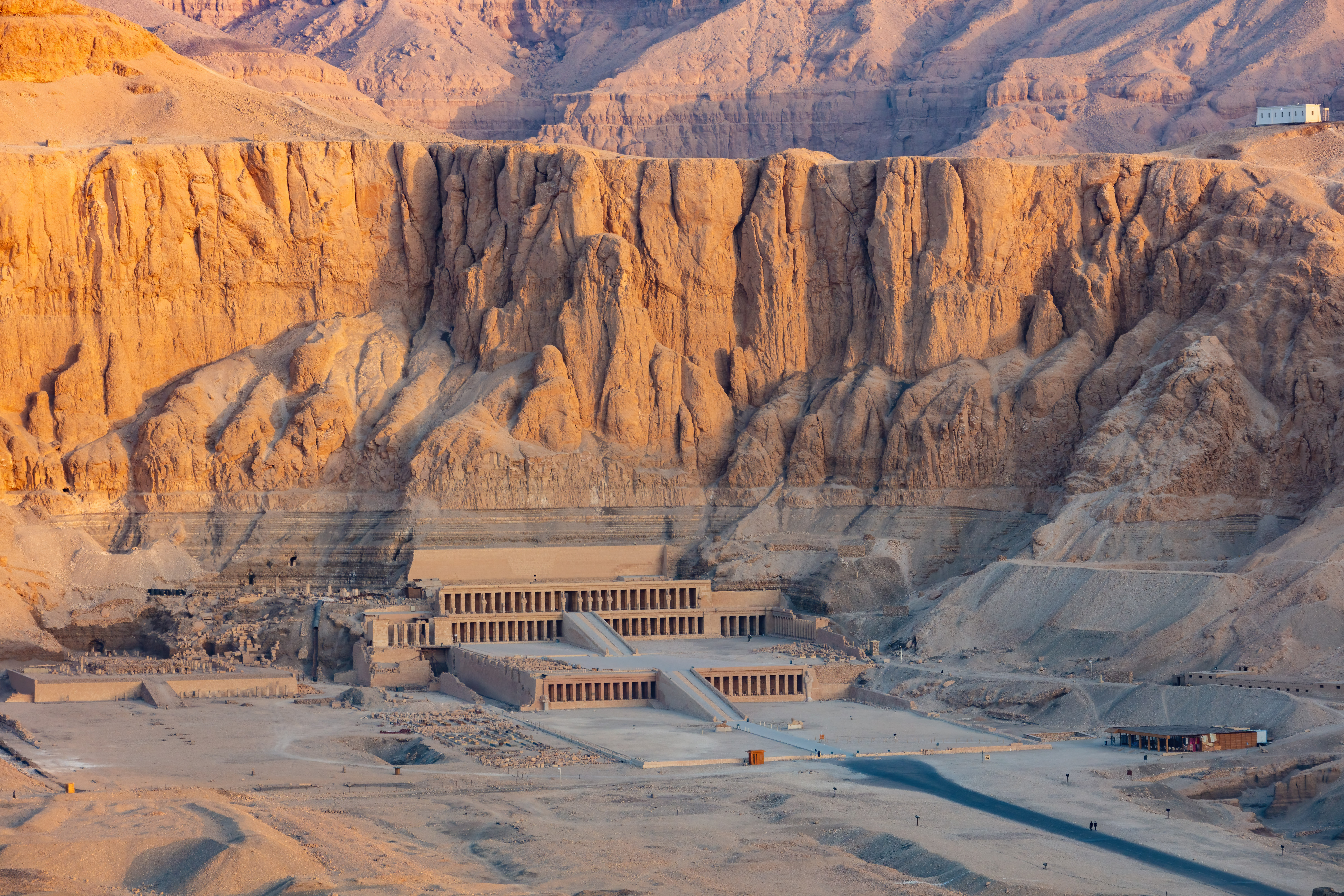
Necrópolis de Tebas, formada por hipogeos.

Una vez que se enterraba el cuerpo, se cerraban todas las vías de acceso para evitar el saqueo de la momia, cuya destrucción era lo que más se temía. Cuando los saqueadores de tumbas demostraron que las mastabas y las pirámides no eran seguras, comenzó a imponerse el hipogeo, sepulcro excavado en la ladera de una montaña. El lugar con mayor número de hipogeos es la triple necrópolis de Tebas, formada por el Valle de los Reyes, el Valle de las Reinas y el Valle de los Nobles. 
El paso de un tipo de enterramiento a otro vino, pues, condicionado por la necesidad de garantizar la seguridad de la momia del difunto faraón. El hipogeo acabó revelándose más seguro que las mastabas y las pirámides, como atestigua el hallazgo, casi intacto, del hipogeo de Tutankamón. Muchas momias fueron trasladadas de unos enterramientos a otros para evitar el robo. Grupos de sacerdotes trasladaron los cuerpos embalsamados de sus reyes de tumba en tumba para protegerlas del saqueo, hasta que finalmente varias de ellas fueron llevadas al Valle de los Reyes en la necrópolis de Tebas. Ramsés III, por ejemplo, fue sacado tres veces de su tumba. También cambiaron de lugar Amosis, Amenofis I, Tutmosis II y Ramsés II el Grande, hasta acabar en hipogeos colectivos.

### El templo
Ligado a los complejos funerarios, aparece el templo egipcio. En los primeros tiempos, el templo era el lugar para rezar por el muerto y dedicarle ofrendas. Durante el Imperio Medio (c. 2050-1750 a. C.), el templo se independizó y se extendió como edificio autónomo, aunque mantuvo la misma organización espacial.
Los templos suelen estar precedidos de una avenida de esfinges que flanquean la entrada. Esta avenida concluye, en ocasiones, en un obelisco o ante las figuras sedentes del faraón o el dios al que se dedica el templo. La avenida de esfinges llega hasta dos grandes muros de forma troncopiramidal, denominados pilonos, que constituyen la entrada al templo. Tras los pilonos se encuentra un patio porticado, único lugar del templo al que podía acceder el pueblo.   

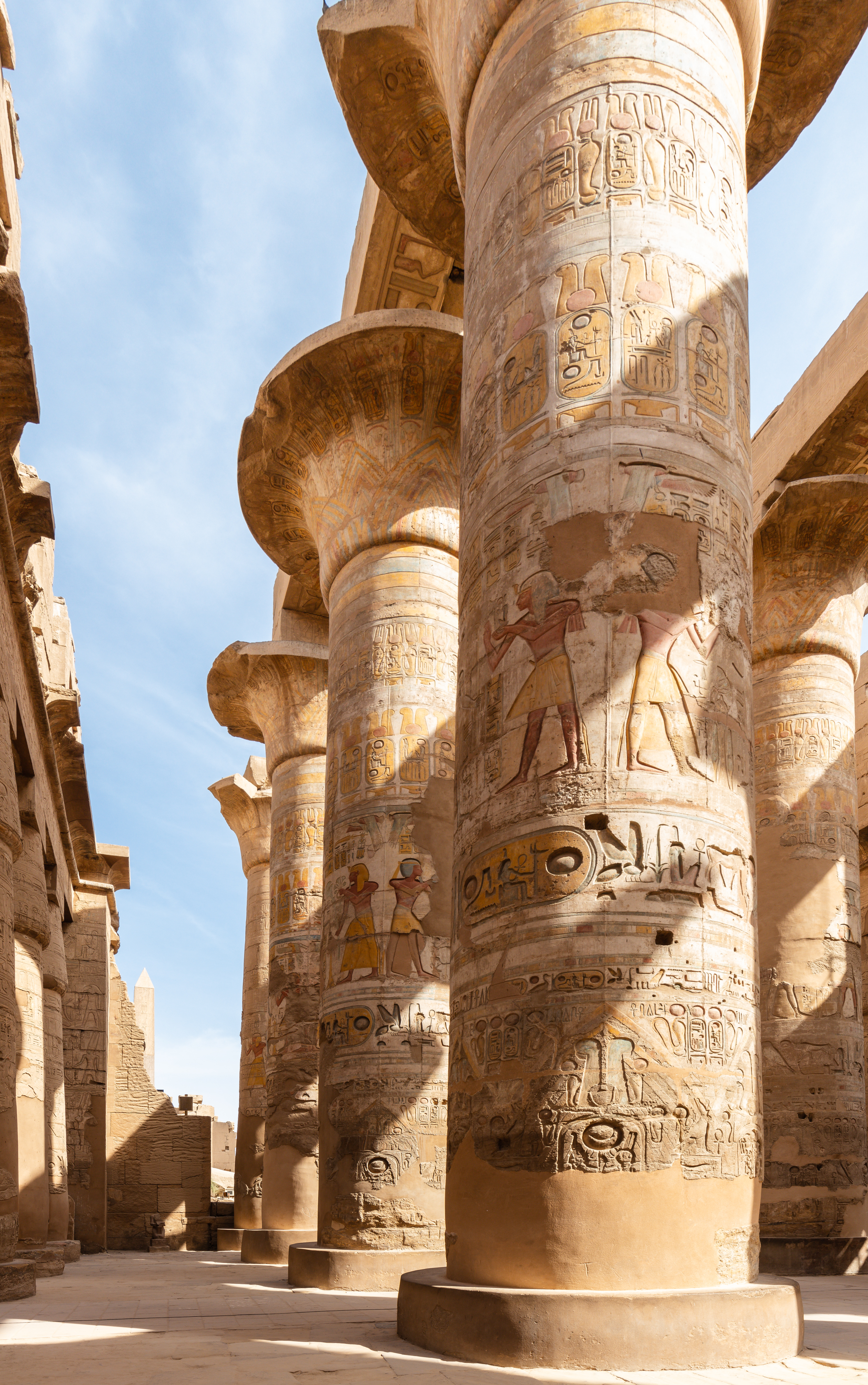
Sala hipóstila del templo de Amón-Ra en Karnak.

Después se abre la sala hipóstila, reservada para los sacerdotes y formada por columnas con cubierta adintelada. A pesar de que los antiguos egipcios conocían la bóveda, su arquitectura es de cubierta plana, haciendo uso del arquitrabe. Es una arquitectura de líneas rectas. El soporte empleado era la columna, con capiteles de diferentes tipos que tomaban como referencia la naturaleza que los rodeaba. Se pueden distinguir al menos cuatro tipos de capitel egipcio:  
- Capitel papiriforme, que recuerda la planta del papiro.
- Capitel lotiforme, que emula la flor cerrada del loto.
- Capitel palmiforme, que se abre como las palmeras.
- Capitel hathórico, que reproduce la cabeza de Hathor, la diosa egipcia del amor y la felicidad.

La estancia final del templo, a la que únicamente podía acceder el faraón o el sumo sacerdote, es el santuario, que se destinaba a la divinidad. El edificio solía completarse con una serie de estancias más pequeñas para uso de los sacerdotes.
Una característica de los templos egipcios es la progresiva disminución en altura de las diferentes estancias, al tiempo que se va reduciendo la luz que penetra en ellas. De esta manera, se propiciaba un ambiente más recogido en las zonas esenciales. Los templos mejor conservados son los del Imperio Nuevo (c. 1550-1070 a. C.), especialmente los de Luxor y Karnak. Las columnas de la sala hipóstila del templo de Amón-Ra en Karnak miden 25 metros de altura.

### El speos
Un tipo de construcción funeraria que merece especial atención es el llamado speos, una combinación de templo e hipogeo, excavado en la roca. Los dos de Abu Simbel fueron construidos para cobijar las momias de Ramsés II y de su mujer Nefertari. También es muy conocido el speos de Hatshepsut en la necrópolis de Tebas, no tanto por su arquitectura sino porque está dedicado a la única mujer que reinó plenamente como faraón.

## Escultura
Desde las primeras dinastías se había comenzado a representar a faraones y dioses. Durante la dinastía IV la escultura egipcia había alcanzado el dominio absoluto de la técnica la cual se expresó en elegantes representaciones de soberanos de porte majestuoso con acabados pulidos en materiales tan duros como el granito o la diorita. En las estatuas predominó la ley de frontalidad vigente casi invariablemente en el arte desde el Paleolítico, que consistía en concebir las figuras de reyes y dioses para ser vistas de frente, idealizadas y con fuerte simetría. Las representaciones de los cortesanos, sin embargo, se muestran con un realismo mayor.  Mucho más adelante, durante la dinastía XVIII (1550-1295 a. C.), durante el periodo de Amarna es que encontraremos representada a la familia real de una forma más realista.

## Pintura y bajorrelieves

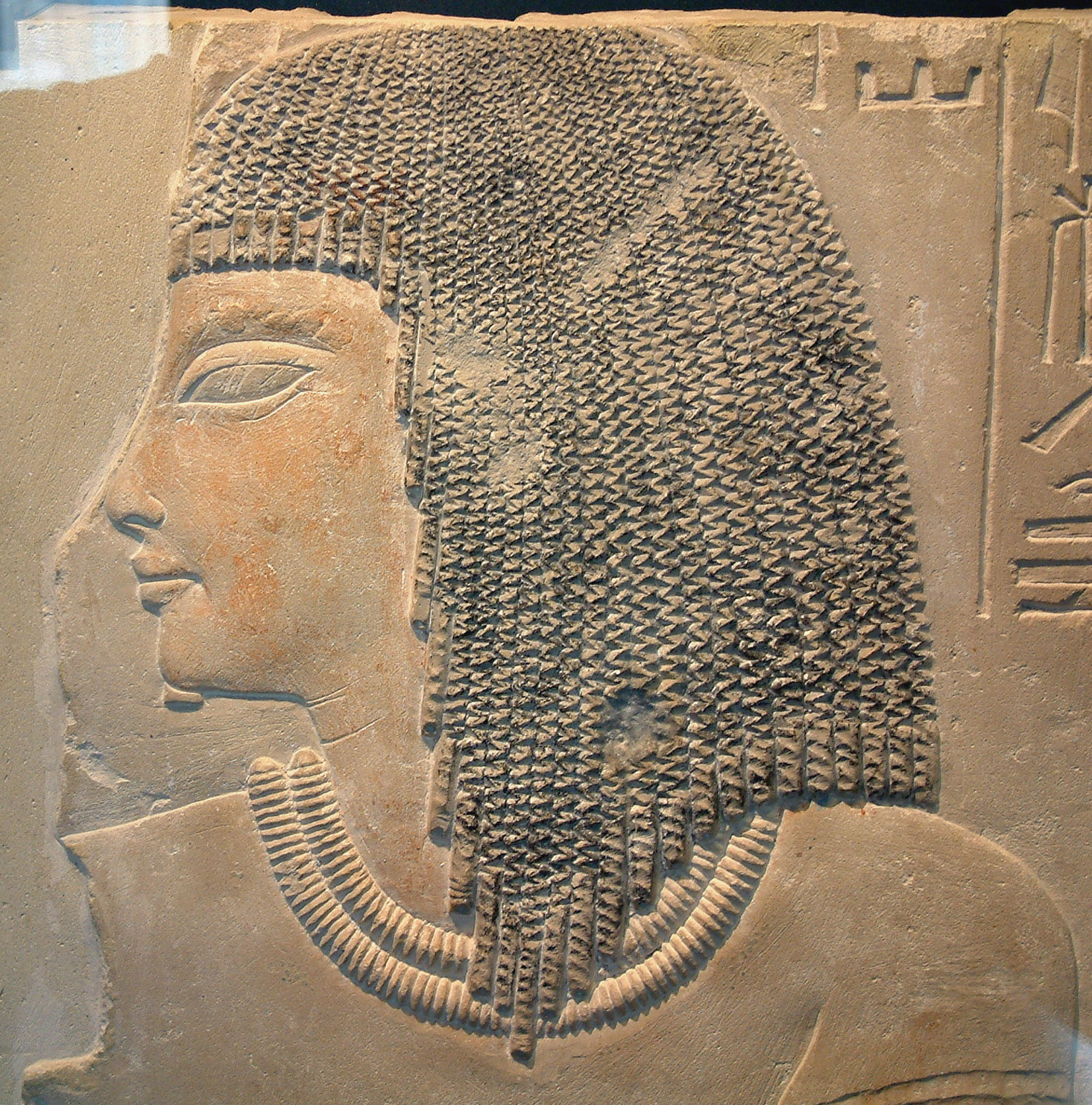
Bajorrelieve. Louvre.

Se caracteriza principalmente por presentar figuras junto a otras en planos superpuestos. Las imágenes se representan con criterio jerárquico, por ejemplo: el faraón tiene un tamaño más grande que los súbditos o los enemigos que están a su lado. 
Predominaba el canon de perfil que consiste en representar la cabeza y las extremidades de perfil, pero los hombros y los ojos de frente. Las pinturas se encuentran en papiros y paredes de tumbas, los bajorrelieves principalmente en los muros de los templos. Las escenas más típicas eran las de la vida cotidiana o las del "Más Allá".

## Evolución histórica

### Imperio Antiguo (c. 2700-2200a.C.)

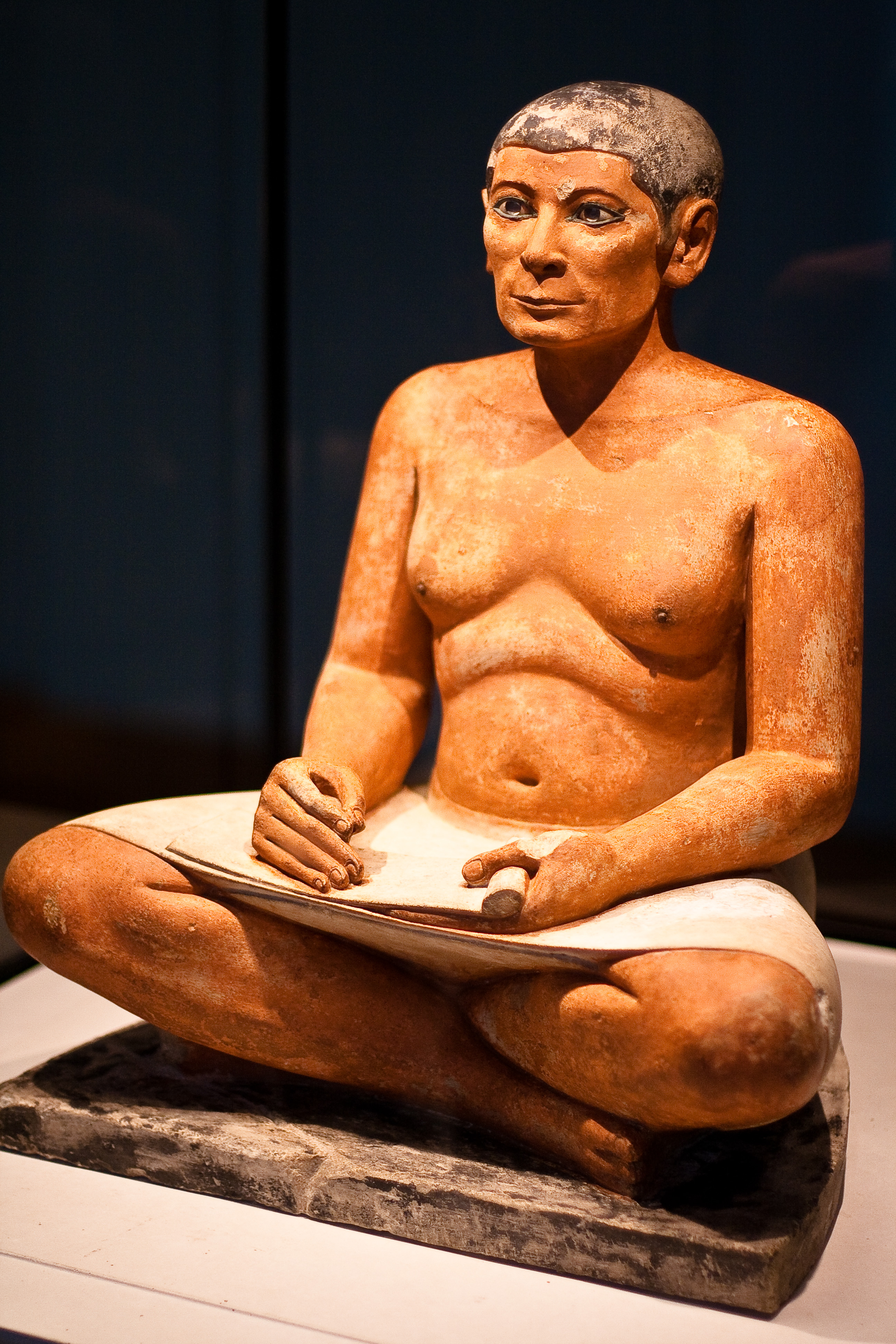
El escriba sentado, Museo del Louvre.

En este periodo se comienza a erigir enormes edificaciones, construidas con grandes bloques de piedra tallada. Es la época de la construcción de inmensas pirámides, templos ceremoniales y bellas esculturas.
Durante la Dinastía III se erige:
- La Pirámide escalonada de Zoser en Saqqara

En la Dinastía IV se construyen las mayores pirámides. Destacan:
- Las tres pirámides de Seneferu en Meidum y Dahshur.
- La Gran Pirámide de Jufu (Keops) en Guiza.
- La pirámide de Jafra (Kefrén) en Guiza.
- La pirámide de Menkaura (Micerino) en Guiza.

### Imperio Medio (c. 2040-1795a.C.)

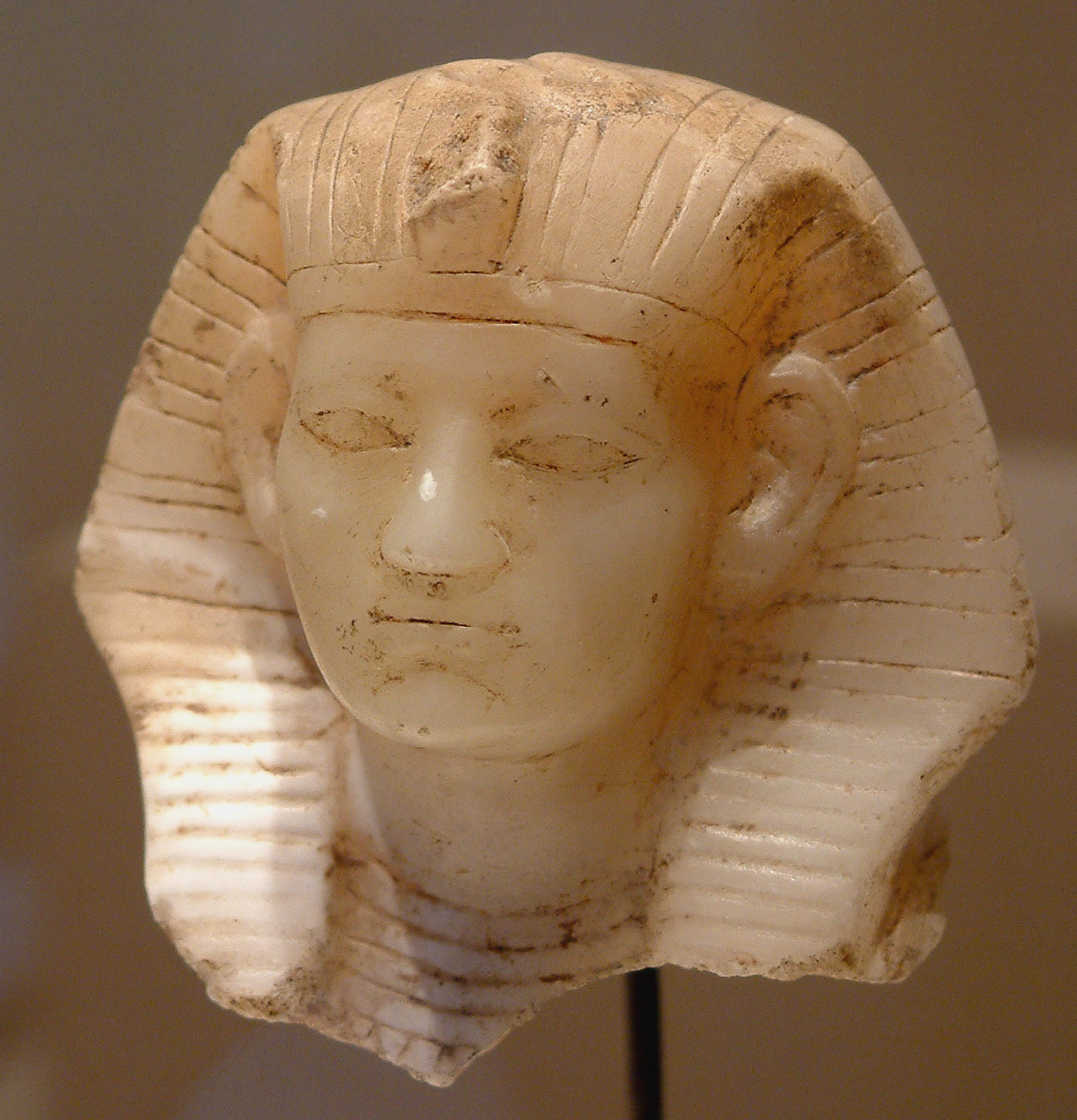
Amenemhat III.

Se construyen pirámides con materiales más perecederos (adobe). Los hipogeos van sustituyendo a las mastabas como tumbas. 
La escultura se caracterizó por un mayor realismo, sobre todo en los retratos. La realeza era representada como personalidades de alto rango, pero sin llegar a ser ya la imagen de un dios en la Tierra, como acontecía en el Imperio Antiguo. Este mismo criterio lo siguió la nobleza egipcia. En los templos se prodigó el bajorrelieve polícromo. La pintura fue empleada profusamente en la decoración de tumbas.
La literatura egipcia alcanza su cenit con la Historia de Sinuhé y los Textos de los Sarcófagos. 
Otro testimonio de la libertad de inspiración, que anuncia el florecimiento del Imperio Nuevo, lo da el arte de la joyería. Entre las alhajas halladas en Dashur, en las tumbas de princesas de la familia real, se encontró pectorales de piedras talladas y de pasta embutida en oro, que llevan los nombres de Sesostris II, Sesostris III y Amenemhet III...

### Imperio Nuevo (c. 1570-1070a.C.)

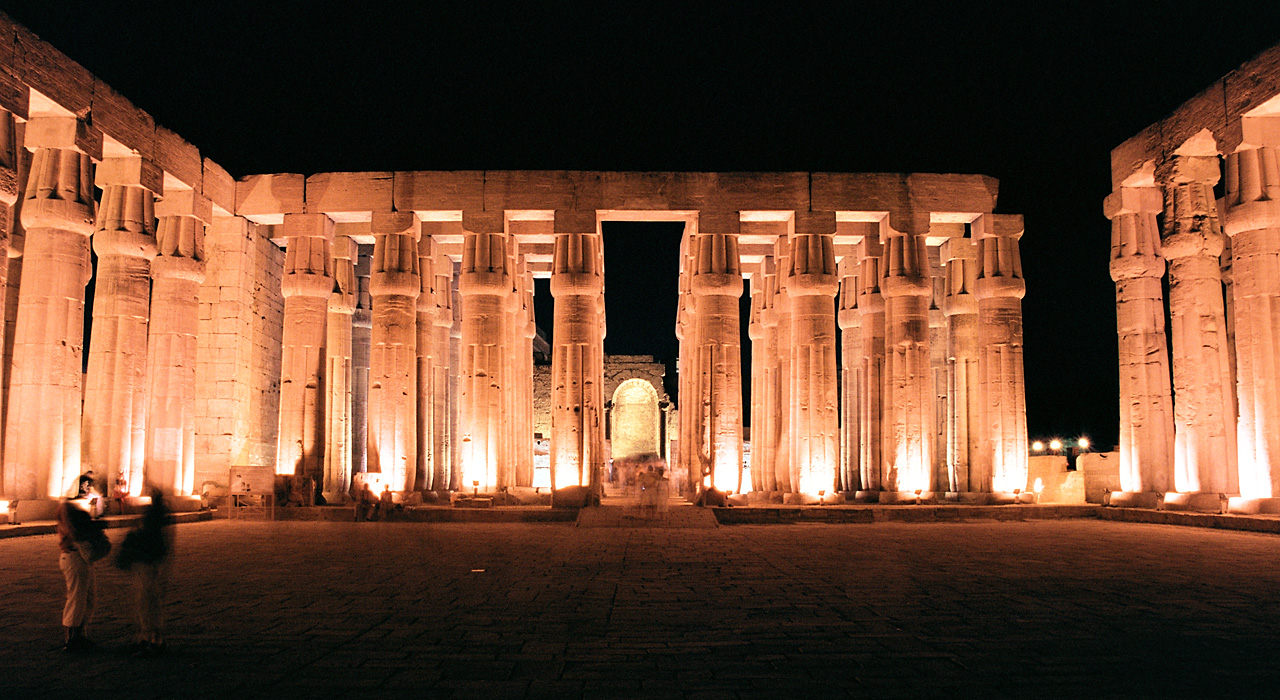
Templo de Luxor.

Se enfatiza la construcción de templos e hipogeos. Entre ellos destacan:
- Gran Templo de Amón en Karnak
- Templo de Luxor. (Amenhotep III / Ramsés II)
- Templo de Hatshepsut en Deir el-Bahari
- Templos de Ramsés II en Abú Simbel
- Hipogeos del Valle Real

### Periodo Tardío (c. 672-332a.C.)

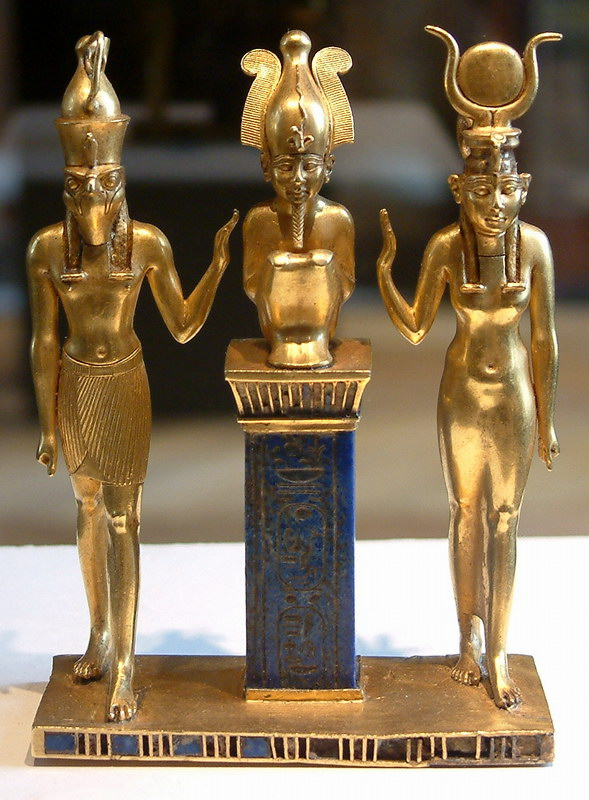
Tríada de Osorkon II, Dinastía XXII.

Durante la dinastía saíta se imitan los modelos del Imperio Antiguo, generalizándose el empleo de bronce en las estatuas. Se desarrolló rápidamente el demótico.
Los reyes persas de la primera dominación respetaron las costumbres egipcias, impulsando la restauración de algunos templos egipcios. Las lenguas utilizadas fueron el demótico y el arameo, usándose los jeroglíficos solo en elementos de arquitectura.

### Dominación greco-romana (332-30a.C.)
Desde el final del Imperio Nuevo los egipcios fueron gobernados en algunos periodos por reyes de otras naciones pero mantuvieron su cultura y costumbres artísticas hasta la época de dominación romana. 
Durante el periodo ptolemaico se produjo un gran desarrollo del arte, se construyeron nuevos templos, el Museo y la Biblioteca de Alejandría, y el Faro de Alejandría. Se helenizan las formas en la escultura.
Manetón escribió su libro sobre la historia de Egipto.
Destacan los templos erigidos o completados durante la dinastía Ptolemaica
- Templo de Jnum en Esna
- Templo de Horus en Edfu
- Templo de Sobek y Haroeris en Ombos
- Templo de Isis en File
- Templo de Hator en Dendera